# Стеарат меди(II)
Стеарат меди(II) — химическое соединение,
соль меди и  стеариновой кислоты
с формулой Cu(C17H35COO)2,
сине-зелёное аморфное вещество, похожее на пластилин и по внешнему виду, и на ощупь.
Не растворяется в воде. Малотоксичен.

## Получение
- Обменная реакция стеарата натрия и сульфата меди(II):

{\displaystyle {\mathsf {CuSO_{4}+2C_{17}H_{35}O_{2}Na\ {\xrightarrow {}}\ Cu(C_{17}H_{35}O_{2})_{2}\downarrow +Na_{2}SO_{4}}}}

## Химические свойства
При попытке поджечь, стеарат меди(II) сначала плавится, а затем начинает гореть зелёным (у основания) пламенем, при этом он быстро чернеет из за образования оксида меди:
{\displaystyle {\mathsf {(C_{17}H_{35}COO)_{2}Cu+52O_{2}\ {\xrightarrow {t}}\ CuO\downarrow +36CO_{2}\uparrow +35H_{2}O\uparrow }}}

## Физические свойства
Стеарат меди(II) образует сине-зелёное аморфное вещество.
Не растворяется в воде, этаноле и метаноле,
растворяется в эфире, горячем бензоле, хлороформе.

## Применение
- В производстве необрастающих лакокрасочных материалах.
- При отливке скульптур из бронзы.
- Катализатор разложения гидропероксидов.

## Токсичность
Стеарат меди малотоксичен, подобно остальным соединениям меди.